# IC 1723
IC 1723 est une vaste galaxie spirale située dans la constellation des Poissons. Sa vitesse par rapport au fond diffus cosmologique est de (5239 ± 21) km/s, ce qui correspond à une distance de Hubble de 77,3 ± 5,4 Mpc (∼252 millions d'al). IC 1723 a été découverte par l'astronome français Stéphane Javelle en 1897. IC 1723 est une très grosse galaxie dont l'envergure est au moins deux fois plus grande que celle de la Voie lactée.
La classe de luminosité de IC 1723 est II et elle présente une large raie HI.
En raison d'une brillance de surface égale à 14,15 mag/am2, on peut qualifier IC 1723 de galaxie à faible brillance de surface (LSB en anglais pour low surface brightness). Les galaxies LSB sont des galaxies diffuses (D) avec une brillance de surface inférieure de moins d'une magnitude à celle du ciel nocturne ambiant.
À ce jour, huit mesures non basées sur le décalage vers le rouge (redshift) donnent une distance de 60,862 ± 5,672 Mpc (∼199 millions d'al), ce qui est à l'extérieur des valeurs de la distance de Hubble.

## Groupe de IC 1723
La galaxie IC 1723 est la plus grosse galaxie d'un groupe de galaxies qui porte son nom. Outre IC 1723, les principales galaxies du groupe de IC 1723 sont NGC 665, NGC 671, NGC 673, NGC 677, NGC 683, IC 156 et IC 162. Certaines galaxies (entre autres NGC 683) de ce groupe apparaissent dans le groupe de NGC 673 inscrit dans la liste de l'article d'A.M. Garcia, d'autres (NGC 671 et NGC 677 entre autres) dans le groupe de NGC 671 inscrit dans l'article de Mahtessian. Toutes les galaxies de ces deux groupes ont été réunies dans le seul groupe de IC 1723, la plus grosse des galaxies du groupe.